# Chaise électrique
Pour les articles homonymes, voir Chaise (homonymie).

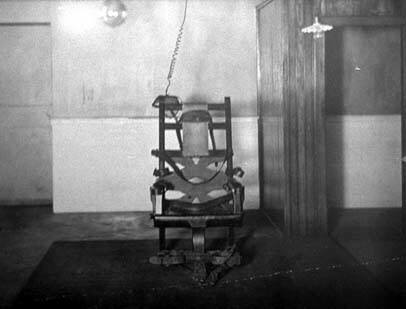
La première chaise électrique, qui a été utilisée pour exécuter William Kemmler en 1890.

La chaise électrique est un instrument d'application de la peine de mort par électrocution, inventé et utilisé aux États-Unis (et aussi aux Philippines par le passé). Elle a été mise au point à la fin des années 1880 par l'ingénieur électricien Harold P. Brown et le dentiste Alfred P. Southwick à la demande de Thomas Edison (afin de discréditer le courant alternatif par rapport au continu dans le cadre de la guerre des courants), alors que les États-Unis cherchaient une alternative moins cruelle et plus efficace à la pendaison.
Depuis son invention, la chaise électrique a servi à exécuter 4 441 condamnés à mort (dont 27 femmes et au moins 57 mineurs) aux États-Unis. Avec 692 électrocutions entre 1890 et 1963, c'est l'État de New York qui détient le record de mises à mort avec cette méthode. Ce fut la principale méthode d'exécution aux États-Unis au XXe siècle.
Au XXIe siècle la méthode de la chaise électrique est largement abandonnée au profit de l'injection létale. Elle n’est maintenue que comme méthode secondaire qui peut être choisie plutôt que l’injection létale à la demande du prisonnier, sauf dans le Tennessee et la Caroline du Sud, où elle peut être utilisée sans intervention du prisonnier si les médicaments pour l'injection létale ne sont pas disponibles.

## Principe et procédure
Le condamné à mort est assis et attaché sur une chaise spéciale (un processus qui, en lui même, peut parfois prendre jusqu'à dix minutes, comme dans le cas de Daryl Holton en 2007). On lui applique des électrodes sur certaines parties du corps, généralement sur le crâne partiellement ou totalement rasé et sur une jambe. Une meilleure conductivité est assurée par la mise en place d'éponges imbibées de solution conductrice (électrolyte) entre les électrodes et la peau ; jusqu'aux années 1920, on se contentait de bien mouiller la zone de contact.
Puis une forte différence de potentiel est appliquée entre les électrodes, résultant en un fort courant électrique dans le corps et une électrisation. Les modalités ont varié au fil du temps mais restent basées sur des cycles automatiques. Une première électrocution de deux mille volts pendant une dizaine de secondes permet de diminuer les résistances de la peau, et d'entraîner une perte de conscience. Puis après une pause de quelques secondes, le courant est envoyé à nouveau pendant une vingtaine de secondes, avec une tension abaissée à environ cinq cents volts afin d'éviter que le corps, dont la température peut atteindre 59 °C, ne prenne feu.
Les fonctions vitales du condamné sont ensuite vérifiées par le médecin présent sur place afin de s'assurer qu'il soit bien mort.
Dans le passé, ce type d'exécution avait pour effet, comme chez les époux Rosenberg, de faire monter la température du corps à 100 °C, ce qui provoque une ébullition du sang, l'hématidrose, la brûlure des cheveux et de la peau, la miction et la défécation. Dans certains États américains, un masque de cuir est appliqué sur la tête du condamné pour empêcher que les globes oculaires ne sortent des orbites et éviter cette vue horrible aux témoins, tandis que dans d'autres États, c'est la cagoule qui est choisie pour masquer le visage du condamné aux témoins. L'exécution d'Albert Clozza en Virginie, le 24 juillet 1991, se passe mal : des électrodes défectueuses et un voltage mal réglé augmentent la pression de la vapeur produite à l'intérieur du corps, entraînant l'éjection des globes oculaires du condamné.

## Usage

### Première utilisation

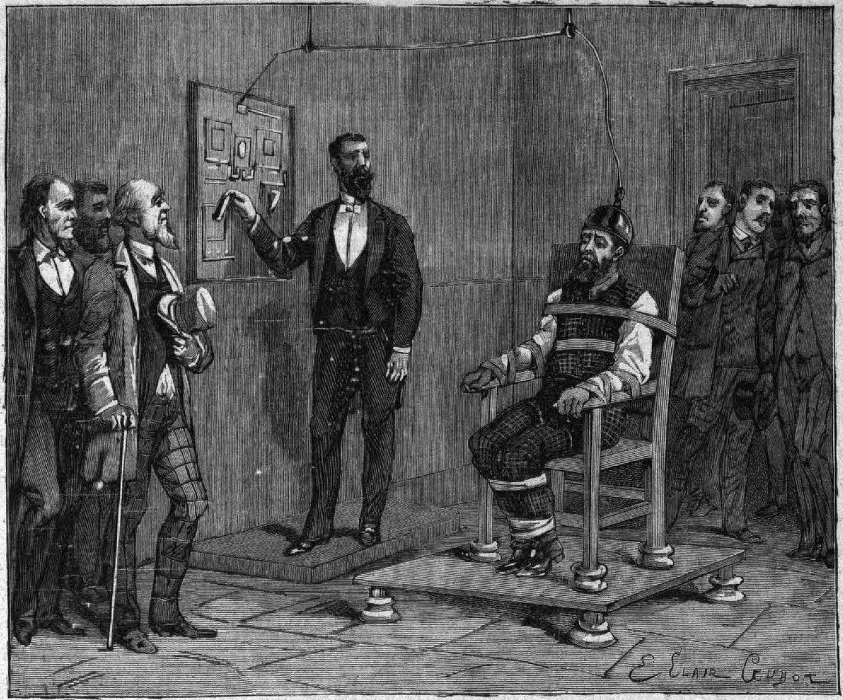
Illustration de l'exécution de William Kemmler dans Le Petit Parisien.

Joseph Chapleau, un fermier canadien français condamné à mort en janvier 1890 pour avoir tué son voisin Erwin Tabor (42 ans) à Plattsburgh, le 28 janvier 1889, était censée être la première personne à mourir sur la chaise électrique. Cependant, sa peine fut commuée en emprisonnement perpétuel par le gouverneur de l'État de New York, David B. Hill (en), le 16 juillet 1890 (soit quatre jours seulement avant la date prévue de son exécution), après que des habitants de Plattsburgh et même des membres du jury qui l'avait condamné à la peine capitale, avaient pétitionné en faveur d'un changement de verdict. Par conséquent, la chaise électrique qui avait été installée à la prison de Dannemora (où Chapleau était incarcéré) fut déplacée 300 kilomètres au sud-ouest, à l'établissement correctionnel d'Auburn, où devait avoir lieu la première exécution par électrocution de l'histoire.
Là-bas, William Kemmler, devint le premier condamné à mort exécuté par cette méthode, le 6 août 1890, pour avoir tué sa femme à la hache alors qu'il était saoul. Malgré un test effectué la veille sur un cheval, sa mise à mort ne se déroula pas correctement : la première décharge de mille volts de courant alternatif censée provoquer une perte de conscience rapide et un arrêt cardiaque ne tua pas Kemmler, qui respirait toujours. Le médecin Edward Charles Spitzka (en), déclara après l'avoir ausculté : « Faites redémarrer le courant, rapidement, sans délai ». Mais le générateur avait besoin de temps pour se recharger. Lorsqu'une seconde décharge, de deux mille volts cette fois, fut envoyé dans le corps de Kemmler, ses vaisseaux sanguins se mirent à sauter les uns à la suite des autres et les zones proches des électrodes commencèrent à fumer. Un journaliste du New York Herald qui assista à l'exécution déclara : « des hommes pourtant habitués à toute sorte de souffrances étaient pris de maux de ventre à la vue de ce spectacle abominable ». Le New York Times rapporta pour sa part qu'« une odeur horrible commença à pénétrer la chambre de la mort, puis, comme pour couronner ce spectacle effrayant, on a vu que les cheveux sous et autour de l'électrode sur la tête et la chair sous et autour de l'électrode à la base de la colonne vertébrale fumaient. La puanteur était insupportable. ». Il est dit que des témoins nauséeux essayèrent de quitter la chambre d'exécution dont la porte était verrouillée. Au total, le processus dura 8 longues minutes avant que Kemmler ne soit déclaré mort. George Westinghouse, promoteur de l'utilisation du courant alternatif, déclara par la suite qu'« ils auraient mieux fait de s'y prendre avec une hache ».

### Adoption

Utilisation de la chaise électrique aux États-Unis
Méthode secondaire uniquement
A déjà utilisé la chaise électrique par le passé, mais ne l'utilise plus aujourd'hui
N'a jamais utilisé la chaise électrique

En dépit de ce premier fiasco, la chaise électrique continua d'être utilisée dans l'État de New York et commença même à être adoptée par d'autres États fédérés : l'Ohio en 1896, le Massachusetts en 1898, le New Jersey en 1906, la Virginie en 1908, la Caroline du Nord en 1909, le Kentucky en 1910 et la Caroline du Sud en 1912. En 1916, elle devint le moyen d'exécution le plus employé aux États-Unis et le restera globalement jusqu'à la fin des années 1980. La plupart des États qui utilisent ou utilisèrent la chaise électrique se trouvent à l'est du fleuve Mississippi.
D'autres pays (comme le Royaume-Uni) semblent avoir envisagé de recourir à la chaise électrique, parfois pour des raisons particulières. Mais dans les faits, le seul pays, autre que les États-Unis, à l'avoir employé est l'archipel des Philippines entre 1926 et 1976.
Les condamnés à mort peuvent choisir entre l'injection létale et l'électrocution dans six États américains. En Alabama, Caroline du Sud et Floride, les condamnés peuvent choisir l'électrocution sans condition. En Arkansas, les condamnés ne peuvent choisir pour mode d'exécution la chaise électrique que si le crime pour lequel ils ont été condamnés a été commis avant le 4 juillet 1983. L'État du Tennessee applique la même procédure pour les crimes commis avant le 31 décembre 1998. Ceux qui ont été condamnés dans le Kentucky ne peuvent choisir cette méthode que s'ils ont été condamnés avant le 31 mars 1998. Les condamnés à mort dans ces trois États après les dates mentionnées sont exécutés par injection létale. Enfin la chaise électrique reste utilisable dans le Mississippi et dans l'Oklahoma si les exécutions ne peuvent être mises en œuvre par les autres méthodes utilisables.

### Cas notables (États-Unis)
Le 27 juillet 1893, l'exécution de William Taylor (la 18e électrocution judiciaire de l'histoire) ne se déroule pas comme prévu : toujours en vie après avoir subi une décharge de 1 260 ou de 1 700 volts pendant une minute, il fut retiré de la chaise électrique de la prison d'État d'Auburn car son générateur (celui-là même qui avait servi à tuer William Kemmler trois ans auparavant) ne parvenait pas à redémarrer. Alors qu'il commençait à reprendre ses esprits, les médecins de la prison se mirent à le droguer avec de la morphine, puis avec de l'éther pur, en attendant que le bourreau Edwin Davis (en) trouve une solution pour remettre la chaise en état de marche. Ce dernier la raccorda à des câbles appartenant au réseau électrique du nord de l'État de New York et William Taylor (probablement déjà mort à ce stade) fut replacé dessus une ou deux heures après le début de son exécution pour y subir une nouvelle décharge d'une durée de 30 secondes cette fois.
William Haas (17 ans), un ouvrier agricole condamné à la peine capitale pour le meurtre et le viol de Mme William Brady, la femme de son employeur, devint le premier mineur à mourir sur une chaise électrique le 21 avril 1897. Il fut également le premier condamné à mort électrocuté dans une autre juridiction que l'État de New York, en l'occurrence l'Ohio.

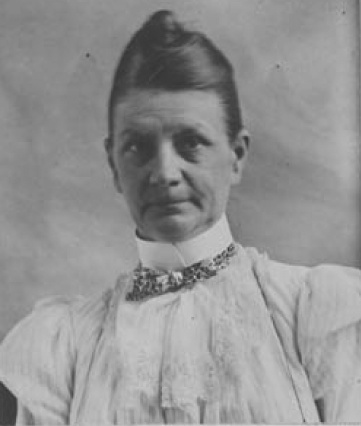
Martha M. Place, la première femme exécutée au moyen d'une chaise électrique.

La tueuse en série Lizzie Halliday devait être la première femme exécutée au moyen d'une chaise électrique, mais le gouverneur de l'État de New York, Roswell P. Flower (en) commua sa peine de mort en internement perpétuel dans un hôpital psychiatrique après qu'une commission médicale l'eut déclaré folle,. Maria Barbella, la deuxième femme condamnée à mourir par électrocution, fut quant à elle acquittée en 1896. Finalement, c'est le 20 mars 1899 qu'une première femme (Martha M. Place) est mise à mort sur la chaise électrique.
Le 29 octobre 1901, Leon Czolgosz (28 ans) fut électrocuté à la prison d'État d'Auburn à New York pour avoir assassiné le président William McKinley à Buffalo 45 jours auparavant.
Le 1er octobre 1903, une exécution bâclée eut lieu à la prison d’État de Clinton à Dannemora (New York) : trois frères — Willis (27 ans), Burton (24 ans) et Frederick Von Wormer (21 ans) condamnés à mort pour le meurtre de leur oncle le 24 décembre 1901 — furent électrocutés les uns à la suite des autres dans un laps de temps très court (15 minutes). Leurs cadavres furent par la suite entreposés dans la morgue de la prison où l'un d'eux (celui de Frederick Von Wormer) se mit à bouger. Le médecin de la prison se rendit compte que son cœur battait toujours et il fut ramené sur la chaise électrique. Le bourreau fut alors rappelé pour le réélectrocuter, mais son cœur cessa de battre avant qu'une ou plusieurs nouvelles décharges ne pussent lui être administrées.
Le 13 octobre 1908, Henry Smith (22 ans) devint le premier être humain électrocuté en raison d'une condamnation pour un crime (en l'occurrence, le viol de Catherine Powell) n'impliquant pas la mort de sa victime.

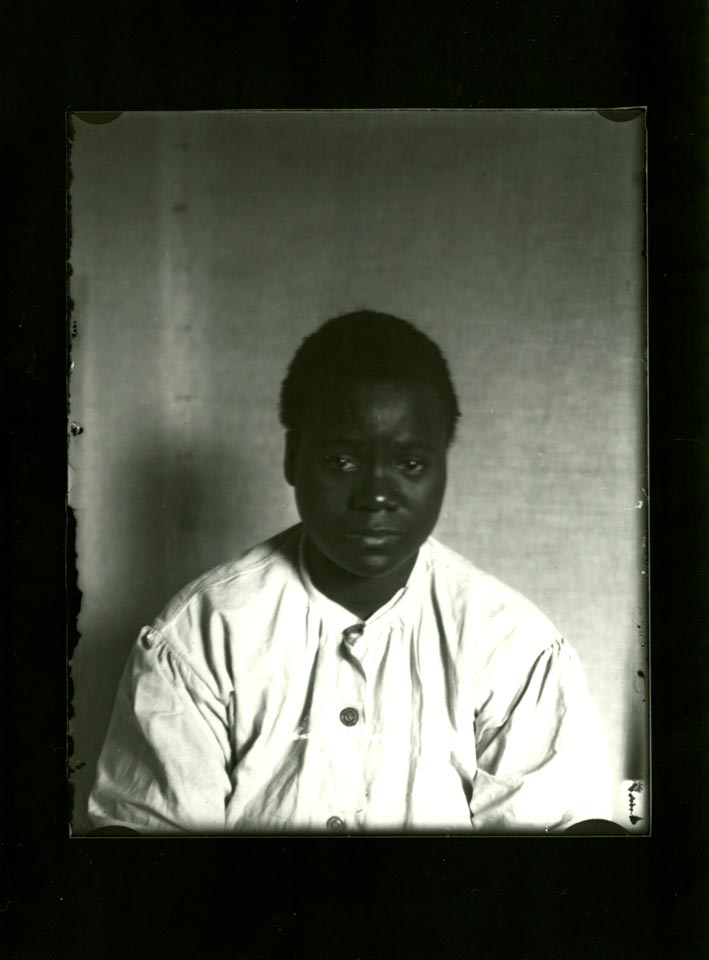
Virginia Christian, seule femme mineure à avoir été exécutée sur une chaise électrique.

Le 16 août 1912, Virginia Christian (17 ans) fut exécutée sur la chaise électrique du pénitencier d'État de Virginie à Richmond, pour avoir tué (vraisemblablement de façon involontaire) son employeuse Mme Ida Virginia Belote (qui la maltraitait fréquemment) au cours d'une dispute. Elle reste à ce jour[Quand ?] la dernière femme mineure à avoir été exécutée aux États-Unis et la seule par électrocution.
Le 10 mars 1922, l'électrocution de James Wells au pénitencier d'État de l'Arkansas à Little Rock ne se déroula pas correctement : 12 décharges et une vingtaine de minutes furent nécessaires pour exécuter cet Afro-Américain de 18 ans, condamné à mort pour le meurtre de son ancien employeur, le fermier blanc Peter Trenz. Moins d'un an plus tard, le 2 février 1923, le pénitencier d'État de l'Arkansas fut le théâtre d'une nouvelle exécution bâclée lorsque F.G Bullen, 50 ans, fut trouvé en train de respirer dans son cercueil alors qu'il avait été électrocuté et déclaré mort quelques minutes auparavant,. Réinstallé sur la chaise électrique, cinq nouvelles décharges lui sont administrés pour s'assurer de son décès,.
Le 23 août 1927, les anarchistes italo-américains Nicola Sacco (36 ans) et Bartolomeo Vanzetti (39 ans), condamnés pour le meurtre de deux convoyeurs de fonds au cours d'un braquage en 1920, furent exécutés sur la chaise électrique de la prison d'État de Charlestown dans le Massachusetts, en dépit d'une immense mobilisation internationale en leur faveur. Ils seront réhabilités 50 ans plus tard, jour pour jour, par le gouverneur de l'État, Michael Dukakis.

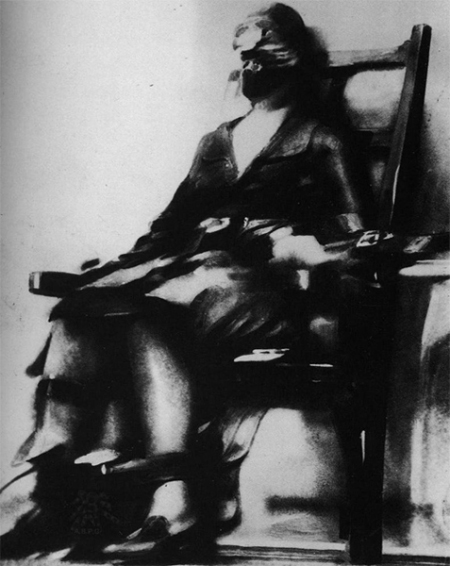
Photographie de l'électrocution de Ruth Snyder prise par Tom Howard et publiée le lendemain dans le New York Daily News.

L’électrocution de la femme au foyer Ruth Snyder (32 ans) à la prison de Sing Sing le soir du 12 janvier 1928, pour le meurtre de son mari Albert (44 ans) en mars 1927, fut photographiée par une caméra à une plaque attachée à la cheville du journaliste Tom Howard (en). Le lendemain matin, la photographie figurait en une du New York Daily News. Cela reste à ce jour[Quand ?] un des plus célèbres exemples de photojournalisme[source insuffisante].
Le 13 juillet 1928, un record fut établi lorsque, en moins de deux heures, sept hommes (Hascue Dockery, James Howard, Milford Lawson, Clarence McQueen, Charles Paul Mitra, Willie Moore et Orlando Seymour) furent exécutés tour à tour sur la chaise électrique du pénitencier d'État (en) du Kentucky à Eddyville.
Le 20 mars 1933, Giuseppe Zangara (32 ans) fut électrocuté pour avoir mortellement blessé le maire de Chicago, Anton Cermak, au cours d'une tentative d'assassinat qui visait en premier lieu Franklin Delano Roosevelt, élu président quelques mois auparavant.
Le 16 janvier 1936, Albert Fish (65 ans) fut exécuté sur la chaise électrique de la prison de Sing Sing pour le meurtre de Grace Budd (1918-1928). Fish est soupçonné d'avoir enlevé, abusé sexuellement, mutilé, assassiné et mangé plusieurs autres enfants pour son propre plaisir sexuel. Une légende urbaine veut que les aiguilles que Fish s'était inséré dans son corps aient créé un court-circuit lors de l'exécution, nécessitant deux décharges supplémentaires pour le tuer.
Le 3 avril 1936, Bruno Hauptmann (36 ans), reconnu coupable de l’enlèvement et du meurtre en 1932 de Charles Augustus Lindbergh Junior (1 an et demi), fils de Charles Lindbergh et d’Anne Morrow Lindbergh, fut électrocuté à la prison d'État (en) du New Jersey à Trenton.
Le 8 août 1942, six agents allemands (Herbert Hans Haupt (en), Heinrich Harm Heinck, Edward Keiling, Hermann Otto Neubauer, Richard Quirin (en) et Werner Thiel), reconnus coupables d’espionnage et de tentative de sabotage dans l’affaire Quirin (en) pour leur rôle dans l’opération Pastorius, furent exécutés par le gouvernement fédéral sur la chaise électrique de la prison du district de Columbia (en) à Washington.

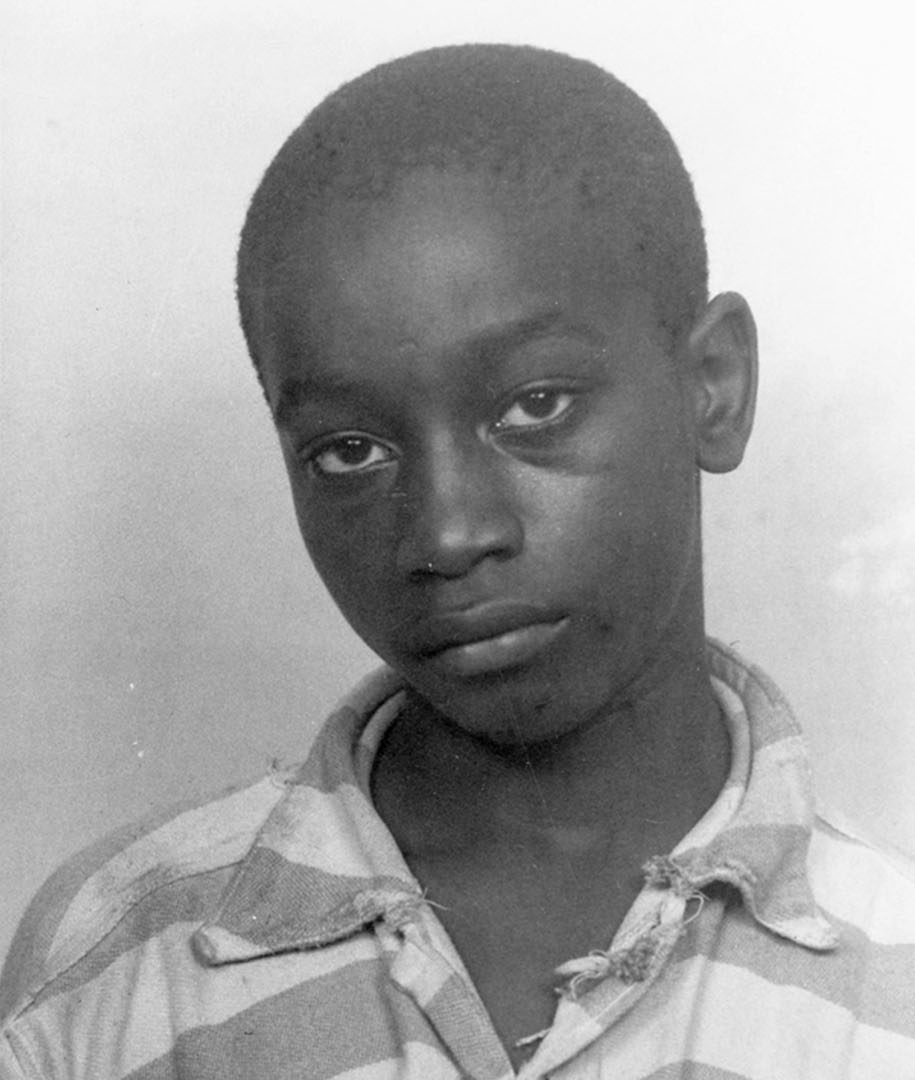
George Stinney, plus jeune condamné à mort à avoir jamais été exécuté sur une chaise électrique.

Le 16 juin 1944, George Stinney, un adolescent Afro-Américain de 14 ans, fut mis à mort sur la chaise électrique du pénitencier (en) de Caroline du Sud à Columbia. Il est encore aujourd'hui le plus jeune condamné à mort à avoir été exécuté par électrocution. Le verdict ayant abouti à sa condamnation (prononcée par le juge Philip H. Stoll (en)) en mars 1944 fut finalement annulé par la juge Carmen Tevis Mullen le 17 décembre 2014, au motif qu'il n'avait pas pu bénéficier d'un procès équitable.
Depuis 1977, 163 condamnés ont été électrocutés, dont 19 après le 1er janvier 2000, 6 en Virginie, 6 dans le Tennessee, 5 dans l'Alabama, 2 en Caroline du Sud.
- David Duren exécuté le 7 janvier 2000 en Alabama
- Freddie Wright exécuté le 3 mars 2000 en Alabama
- Robert Tarver exécuté le 14 avril 2000 en Alabama
- Pernell Ford exécuté le 2 juin 2000 en Alabama
- Michael Clagett exécuté le 6 juillet 2000 en Virginie
- Lynda Block (en) exécutée le 10 mai 2002 en Alabama
- Earl Bramblett (en) exécuté le 9 avril 2003 en Virginie
- James Tucker (en) exécuté le 28 mai 2004 en Caroline du Sud
- Brandon Hedrick (en) exécuté le 20 juillet 2006 en Virginie
- Daryl Holton exécuté le 12 septembre 2007 dans le Tennessee
- James Reed (en) exécuté le 20 juin 2008 en Caroline du Sud
- Larry Elliott exécuté le 17 novembre 2009 en Virginie
- Paul Powell (en) exécuté le 18 mars 2010 en Virginie
- Robert Gleason exécuté le 17 janvier 2013 en Virginie
- Edmund Zagorski (en) exécuté le 1er novembre 2018 dans le Tennessee
- David Miller exécuté le 6 décembre 2018 dans le Tennessee
- Stephen West exécuté le 15 août 2019 dans le Tennessee
- Lee Hall exécuté le 5 décembre 2019 dans le Tennessee
- Nicholas Todd Sutton (en) exécuté le 20 février 2020 dans le Tennessee

## Controverses et abandon
Il y eut des accidents, notamment dus à la mise en place incorrecte de la solution conductrice ou à des contacts défectueux dans les électrodes. Dans ce cas, le condamné subit des chocs électriques répétés alors qu'il reste conscient, son agonie se prolonge, et ses chairs au contact des électrodes peuvent brûler et dégager de la fumée.
La cour suprême du Nebraska a officiellement aboli l'usage de la chaise électrique le 8 février 2008, jugeant que cette méthode représente un traitement cruel et inhabituel (cruel and unusual punishment), interdit par le 8e amendement à la constitution américaine. Le Nebraska était le dernier État américain à imposer cette méthode aux condamnés à mort. Depuis la fin du moratoire sur la peine de mort aux États-Unis en 1976, le Nebraska a exécuté trois prisonniers. La dernière personne à avoir été exécutée par électrocution sans que le choix lui eût été laissé fut Lynda Lyon Block (en), le 10 mai 2002 en Alabama, une femme ayant tué un policier.
Le Texas abandonna la chaise électrique en 1982, pour la remplacer par l'injection létale. Par la suite, l'usage de la chaise diminua dans tout le pays.
Les exécutions ratées dans l'État de Floride, en 1990, 1997 et 1999 ont attiré l'attention des médias, notamment lors de la diffusion sur Internet de photos prises juste après l'exécution d'Allen Lee Davis le 8 juillet 1999. Pour ces raisons, la chaise électrique, initialement inventée comme devant être un moyen d'exécution moderne et propre, a été très contestée puis abandonnée dans tous les États qui l'utilisaient encore.
Le roman La Ligne verte raconte de façon vraisemblable dans un de ses passages les conséquences d'une « exécution ratée » à la chaise électrique.
La chaise électrique fut aussi l'objet d'une chanson de Metallica, Ride The Lightning (es).

### Œuvres traitant de la chaise électrique
- L'album Ride the Lightning du groupe de thrash metal américain Metallica sorti en 1984.
- Le roman-feuilleton La Ligne verte de Stephen King
- Le film La Ligne verte de Frank Darabont
- La peinture The chair electric de Jean-Michel Basquiat
- La série télévisée Prison Break